# 詹晉鑒
詹晉鑒（1982年2月12日—），台灣民主進步黨籍政治人物兼執業律師，生於臺北市木柵區，為2014至2022擔任臺北市文山區萬興里里長，於2022參選台北市大安文山議員落選。畢業於國立臺灣大學法律學研究所碩士學位，同時為《讀報》專欄作家，民主進步黨第十八屆中央評議委員。
2014年，詹晉鑒參加太陽花學運，接著加入了民進黨「民主小草-參選村里長」計畫。2014年九合一大選，詹晉鑒代表民進黨在臺北市文山區萬興里參選，在實際投票人口四千多人的萬興里，最後以近一千票的差距勝過連任八屆、長達32年任期的前任里長，翻轉選舉基本盤「藍大於綠」的文山區。
2018年7月15日，民進黨召開第十八屆第一次全國黨代表大會，詹晉鑒於會上當選中評委。同年11月24日在2018年中華民國地方公職人員選舉成功連任萬興里里長。
2022年贏得民進黨臺北市第六選區議員初選，代表參與2022年中華民國直轄市議員及縣市議員選舉 ，落選。

## 選舉紀錄
| 年度 | 選舉屆數               | 選舉區             | 所屬政黨   | 得票數 | 得票率 | 當選標記 | 備註 |
| ---- | ---------------------- | ------------------ | ---------- | ------ | ------ | -------- | ---- |
| 2014 | 第十二屆萬興里里長選舉 | 台北市文山區萬興里 | 民主進步黨 | 2,832  | 60.65% |          |      |
| 2018 | 第十三屆萬興里里長選舉 | 台北市文山區萬興里 | 民主進步黨 | 3,205  | 75.27% |          |      |
| 2022 | 第十四屆台北市議員選舉 | 台北市第六選舉區   | 民主進步黨 | 9,074  | 3.18%  |          |      |

## 爭議言論
2018年9月14日，針對促進轉型正義委員會副研究員吳佩蓉公開副主任委員張天欽在內部會議講話的秘密錄音所引發的張天欽東廠風波，詹晉鑒在《讀報》發文，要求蔡英文政府追究吳佩蓉洩密的法律責任。2018年9月16日，強制猥褻犯朱學恆表示，詹晉鑒不但沒有反省「東廠之錯」，反而立刻氣急敗壞要求懲處吳佩蓉，「好棒的轉型正義，好棒的民進黨中評委」